# 許圉師
許圉師（約617年—679年），安州安陆（今湖北省安陆市）人，祖籍高阳（今河北省高阳县），唐朝大臣。

## 生平
有器幹，博涉藝文，進士出身。显庆二年（657年），累迁黄门侍郎、同中书门下三品，兼修国史，以修實錄功封平恩縣男，賜物三百段。龍朔年間，四遷為左相。
龙朔二年（662年）冬十月，其子許自然因猎射杀人，圉師隐而不奏，又為李義府所排擠，许敬宗乘机奏说：“人臣如此，罪不容诛。”十一月，下獄。次年三月，貶官虔州（今江西赣州）刺史。后贬为相州刺史（今河南臨漳縣，又一说是貶襄州）。司宪杨德裔因徇私被流放庭州。
圉師在相州時，政存宽惠，曾寫《清白詩》讓罪人改過自新。离开相州后，當地百姓立碑纪念之。
上元中，再迁户部尚书。仪凤四年（679年）卒，谥曰“简”，并陪葬乾陵。

## 家族
先世自梁末徙至北周，許紹之少子，兄許智仁。
有子許文思。《新唐书·宰相世系三》则称他有三子许自牧、许自遂和泽州刺史许自正。李白娶許圉師的孫女许氏（名不詳）。